# ごほうびごはん
『ごほうびごはん』は、こもとも子による日本の漫画作品、およびそれを原作とするテレビドラマ。『週刊漫画TIMES』（芳文社）にて、2014年3月28日号より不定期連載にて連載を開始し、2014年12月19日号より毎週連載となる。休載期間を経て、2020年5月8・15日合併号より連載を再開。2021年8月時点で電子版を含めた累計発行部数は120万部を突破している。
2021年10月よりテレビドラマ化。

## あらすじ
長野県から上京した新人OL・池田咲子は不慣れな仕事の疲れを週に一度のごほうびごはんで自分自身をねぎらい、リフレッシュする。
ゆるやかに流れる日常の中で、職場の仲間、故郷の家族たち、新たに出会った友人など様々な「ごほうびごはん」模様を展開する。

## 登場人物

### 株式会社すずめ文具堂　システム物流部
池田咲子（いけだ さきこ）
本作の主人公。長野県から上京した新人OL。大きな瞳にメガネがチャームポイント。
非常におっとりとした温和な性格で周囲の人々とにこやかに接する。週に一度の"ごほうびごはん"を楽しみにする食いしん坊で自炊もお手の物である。好き嫌いなく何でも食べられ、一番の好物は鶏の唐揚げ。
実家にて犬を飼っている影響からか動物も好きで、謎のメガネ熊のマスコットが作中の随所にちりばめられている。休日は自宅にて読書する事も多く、愛読書は高校時代から嗜んでいる少女漫画「壁ドン☆ティーチャーNEO」。
山育ちの影響もあり意外にも運動神経には優れ、思わぬ登山スキルやスキーの腕前を披露したことも。
子供時代から文具愛も強く、小学生時代では皆勤賞のステーショナリーセット目当てにラジオ体操を皆勤したほど。高校時代に購入したお気に入りのキャラクターペンなども現在でも愛用している。文具会社に就職希望したのも同社の開発企画部に携わりたい為だった。結局配属はシステム物流部となったが、ある年の社内コンペにて咲子の企画が大賞を受賞し、短期間ながら商品開発に関わる事となった。そこで共同制作チームとして出会った磯貝とは、仄かな恋愛展開を繰り広げて行く。
小湊かえで（こみなと かえで）
咲子の同僚のOL。生まれも育ちも月島な生粋の東京人で実家住まい。黒髪ショートヘアが特徴。咲子とは新人時代から席が隣同士な事もあり非常に仲が良い。初期こそ控えめな印象ではあったものの、次第に食に対しての欲求をコミカルに開放していく作品のムードメーカーとなる。好物はパンと牡蠣。苦手なものはゴーヤーとパクチー。
咲子の週一のごほうびごはんに倣い、自身も"甘やかしごはん"を設定し度々咲子と共に食事に赴くこととなる。
自他共に認める料理下手で卵も上手く割れない自分に落ち込むことも。しかし、唯一地元のソウルフードであるもんじゃ焼きに関しては別で、もんじゃ初心者の咲子に焼き方を手際よく指南する程の腕前を見せつけた。
幼少期は小児喘息持ちであった。この事から実の兄の太陽からは過保護気味に接せられるようになる。
無類のパン好きが高じ、たびたび探偵服を身に纏ったパン探偵なるものに扮しベーカリーショップのリサーチなどに興じている。ある日のパンの祭典会場で出会った門脇・北島と意気投合しパン友なるグループを結成、3人でパンに関する情報共有を行ったり遠征したりする間柄となった。
青柳早苗（あおやぎ さなえ）
咲子たちシステム部の主任を務めている。秋田県出身。普段はメガネをかけ髪をまとめたシックな印象の美人。アルゼンチン・タンゴを嗜んでいる。好物は酒類。
仕事において有能であり、新人時代の咲子にとっては当初厳しい印象があったものの、優しさと面倒見の良さが垣間見られ次第に打ち解けていく。ビール・ワイン・焼酎などアルコール類への情が熱く晩酌は日常茶飯事。つまみ料理などのレパートリーも広い。子供時代からの友人・安藤とは無類の飲み友達であり上京した今もなお家飲み会などを繰り広げている。美人で気風よし生活力よしな完璧女性であるが、絵心が皆無な点が唯一のウイークポイント。
学生時代から数年間、赤井という男性と交際が続いていたが現在は破局。共通の同窓生の結婚式の場で再会するもあちらは既婚者となっていた苦い経験を経たが、現在は一人暮らしライフを心から謳歌しているようだ。
滝姫乃（たき ひめの）
咲子らの一年下の後輩。ロック観賞とゴシックな服に身を包むのが大好きな個性的な人物だが、目上に対しての言動は非常に礼儀正しい。実家は小田原の料亭旅館だが、どういう訳か子ども舌かつ好き嫌いが多めで好物はポテトフライなど偏りが激しい。
ロックやコスプレが大の趣味で、休日は仲間のつっちーらとライブツアーやコスプレ服自作に情熱を注いでおり、ライブ会場が多いからとの理由で上京後の住処を下北沢と決めたほど。
上述のライブツアーのために懐事情は厳しいようで、自炊はするもののお手軽かつ安価なメニューで済ませることが多い。何故だか料理包丁は持たない主義で、材料を切るといった作業は全て調理バサミで凌いでいる。青柳からはその雑とも言える食生活を懸念されびたび栄養価のある食事やレシピを提供してもらっている。対して被服に関する知識は一定以上のものがあり、洗濯のノウハウに於いては咲子も感心する程のものを伝授したことも。
森ヶ崎（もりがさき）
システム物流部部長で咲子らの上司。一見厳格かつ寡黙な印象のある中年男性だが、その実スイーツに目がない大の甘党である。豊かな福耳が特徴。
新開店したケーキ屋には若い女性客に混ざり立ち並び、宴会の席やカラオケなどでもデザートメニューに目を輝かせ、複数の種類から選ばざるをえない場面では脳内ジャッジを繰り広げるなど甘い物への溺愛っぷりは筋金入り。たびたび虫歯や健康診断の結果には悩まされながらもスイーツライフを楽しんでいる。それでいながら本人は青柳以外の部下には甘党である自分を隠しているつもりなのだが周囲にはバレバレとなっている。
かつては咲子の仕事上のミスを𠮟りつける厳しさもあったものの後に言い過ぎだったと素直に謝罪する人格の良さも垣間見せている。仕事面ではあくまで厳格だがプライベートではお茶目さ全開である親しみやすいキャラクターである。ひょんな事からインスタグラムも始める事となり、当初は四苦八苦するも今や自分のスイーツ写真を即座に上げたり他人の写真にいいねを送るなど立派に使いこなしている模様。
本田陸（ほんだ りく）
咲子やかえでらの同僚（ドラマ版では先輩となった）。快活で非常に気さくな青年であり、システム部のコミカル面を先頭切って引き受けている存在とも言える。仕事上のミスも少ない訳ではなく青柳らに指摘されては凹むといった浮き沈みは激しいものの、チャレンジ精神は旺盛である。
食生活においては典型的な一人暮らしの男飯でありながら見聞きしたお手軽レシピは実行するなど意外にもレパートリーは様々。一方で女子ウケするようなメニューにも興味があり合コンや飲み会の幹事では念入りにセッティングするマメな一面も。よって当人が一番女子力が高いのではと周囲から疑惑を持たれる事もある。
ジャンクや揚げ物好きという面で滝とは意気投合し、揚げ物を愛する揚揚クラブなる愛好会を結成する。
風間（かざま）
咲子や滝らの後輩となる新人女性。タカラヅカばりの目鼻がしっかり整った美形であり物腰や仕草もイケメンそのものなために多くの女性をときめかせている。こってりした料理を非常によく好むため、メイクも盛りがちになったのとか。
新河（しんかわ）
先輩男性社員。森ヶ崎や青柳が不在の際は現場を任されるなど部内のナンバー3にあたる。

### 商品開発企画部
磯貝　誠（いそがい　まこと）
咲子とは7つ年上の男性社員。名古屋出身であり名古屋発祥の郷土食への愛が非常に深い。青柳とは同期入社で昭和生まれ、三白眼と小柄な体格が特徴。
企画部においてはエースと期待され様々な文具の開発に携わっている。特にファンシーな動物系のデザインのものが多く好調な売れ行きを獲得している有能な人物。一方で、他人に厳しく思った事はハッキリと口に出すため上司とモメる事もしばしばあったという。エースゆえの自尊心も少なからずあり、社内コンペで自分を抑えて大賞を取り開発チームとして参加して来た咲子との初対面時にはやや辛口な意見を口走る事もあった。しかしながら咲子の自分の案への愛着や丁寧さは認めており、企画が難航した際にもめげずやり遂げる意思を見せた咲子に一目置く節も見られた。口は悪くも心根は優しい青年である。
先述の通り名古屋食に対して大変な執着を抱いており、上京後も外食は名古屋系の店舗に足繁く通い、東京における名古屋食文化の浸透の薄さにカルチャーショックを受ける事もある。人に名古屋ネタを説く時は饒舌となるらしい。
咲子とは上述の企画チーム解散後も、同会社の先輩後輩としてゆるやかに交流が続いている。かつては同期の桜井（現姓・飯田）に憧れていたが想いを告げられないまま桜井が結婚したため失恋した経緯がある。やがて、咲子の人柄に無自覚に惹かれて行き、実家の愛猫であるサチが亡くなり意気消沈した際にも誰にも話せなかった中で、咲子にだけそっと打ち明けるほど心を許すようになる。いつしか咲子に美味しいものを食べさせたいと考えるようになるうちに、ようやく咲子への好意を素直に自覚出来るようになった。恋愛面では奥手な自分なりにアプローチを試みようと発起する。
上述のサチを飼ってた事もあり猫が大好きで、また猫に好かれるタイプでもある（野良が懐いて来るレベルである）。

### 営業部
梅田純（うめだ じゅん）
滝の同期である男子社員。滝からは梅純と呼ばれている。
手製の弁当を持参するなどしっかり者の料理男子であり、その内容はインスタ映えを意識したカラフルなものが多い。手作りでありながらマイノリティを貫いた弁当が多い咲子に対しては密かな対抗心を燃やしていた事も。一方で、食事のバランスの良さと振る舞いが上品な青柳に憧れの目線を送っている。
最近ではマイペースな後輩の公保に手を焼く苦労人な先輩としての一面も見られる。
丸藤（まるふじ）
梅田の先輩であるふくよかな男性社員。性格も非常におっとりと優しい一児の父。
営業先の個人店からお菓子を貰う機会が多いらしい。こまごました包み菓子は会社にストックしている事もあり、時折お菓子ハントに来た滝らに提供している。入社当時は結婚指輪も普通に嵌めていられたほどスマートだった。
公保くるみ（くぼ くるみ）
新人の女性社員。恋バナ大好きで常に愛読書「壁ドン☆ティーチャーNEO」を携帯するほど。先輩である丸藤や磯貝にも臆せもせず恋愛エピソードを聞き出すなど、なかなかの肝の据わった人物である。
咲子とは愛読書が同じという共通の趣味がきっかけで交友関係となり「壁ドン☆」のコラボカフェに同行した事もある。

### 経理部
飯田（いいだ）
旧姓・桜井（さくらい）。青柳や磯貝らと同期。一児の母であり出産・育児休暇を経て経理部に復帰した。
おっとり、癒し系、キャラクターもの好きな面もあり、青柳の見立てで咲子は桜井と非常によく似たタイプである。夫とは飲みの席で体調を崩した際に介抱して貰ったことが馴れ初めだった。
入社当時は頼りない感じがあったものの今では立派な母となり、仕事ぶりも丁寧で評判が高いという。

### 長野県・池田家
桃子（ももこ）
咲子の妹。明るく快活な性格だが落ち込みやすい一面があり、咲子によくフォローして貰っている。姉妹仲は良好。
当初は母・桜と同じく美容師を目指していたが己の才能の無さを自覚しトリマーへと転向、専門学校卒業後はペットショップ店員に就職するも悪質な客にクレームを入れられた事で解雇されてしまい、紆余曲折を経てホームセンターに再就職した。
その後ホームセンターにペットサロンが新設され同僚の河合と共に再スタートを切った矢先に妊娠が発覚し、休職。現在は高校時代からの恋人・拓也と結婚し、辻本姓となり、育児に追われつつも時短勤務で職場にも復帰している。
花江（はなえ）
池田家のおばあちゃん。
桜（さくら）
咲子と桃子の母親。美容師。
正樹（まさき）
咲子と桃子の父親。
ドン
池田家の飼い犬。咲子の小学生時代に貰われて来たオスの雑種犬。咲子に特に懐いている。桃子からは「カワイイしおいしそうだから」という理由で「ドンタコス」と追名されてしまう。物語の進行と共に加齢し、ある年に老衰で息を引き取った。磯貝の協力もあってその今際の際には咲子も立ち会う事ができた。

### 長野出身の縁者
大樹（だいき）
咲子らのいとこである爽やかな青年。飼い鳥リトを預かってくれたお礼にと咲子を横浜中華街に連れて行った。幼い頃から咲子の食いしん坊っぷりを知っている。現在は既婚者である。
日野さつき（ひの さつき）
桃子の同級生で大学進学の際に上京して来た。国連に入る夢を持ち勉強に励んでいたが、海外留学の経験を踏まえ英語の塾講師となる道を選んだ。大学時代に知り合った美樹本とは現在交際中。
辻本拓也（つじもと たくや）
桃子の恋人であり、後に夫となる。桃子からの愛称はたっきゅん。桃子との間に長男・燈也を授かった事をきっかけに結婚に踏み切った。単身大学院で2年勉強した後地元に戻り、家族3人の同居生活を送れるようになった。
辻本燈也（つじもと　とうや）
桃子と拓也の息子。笑顔が特徴的。
辻本老人
花江にとってゲートボールやグランドゴルフ大会におけるライバルである男性。両者ともにライバル心を燃やし続ける間柄だったが、孫同士が結婚したことでまさかの親戚関係となった。
河合（かわい）
桃子の勤めていたペットショップの頼れる同僚。桃子がクビになった際も親身になっていた。やがて勤め先は移転休業となり、桃子が再就職したホームセンターへ呼び寄せられる形で店員となる。桃子の育児時短出勤などにも応じる理解のある心優しい女性。のちにペットサロンの店長へと昇格した。

### その他主要キャラクターの縁者
沢渡加奈（さわたり かな）
旧姓・竹本。通称カナさん。咲子の旧住処の隣に住んでいたことがきっかけで親しくなる。職業はライターで夢は童話作家。咲子の家具のハンドメイド先として紹介した沢渡とは短期間の交際を経た後入籍となった。
うめ子
カナの飼い犬。メスの保護犬であり人見知りが激しくカナにも中々懐かなかった経緯があったが、今はすっかり打ち解け沢渡家の中で安らかな日常を送っている。
沢渡（さわたり）
咲子のシングルテーブルを作成した家具職人の青年。現在はカナの夫でもある。自然暮らしを好みプレハブ小屋を改装して自宅にしてしまうほど。
トニー
沢渡の飼い犬。沢渡の実家がパピーウォーカーで子犬の頃にも飼われたことがある。やがて盲導犬となり引退後は再び沢渡の元に引き取られることとなった。非常におっとりしたおじいちゃん犬ながらうめ子には一目惚れをし仲睦まじくなる。
ある年の春に、老衰のため静かに息を引き取った。
小湊太陽（こみなと たいよう）
かえでの実兄。常にテンションが高い好青年。子供時代の過ちからかえでに対して重度の過保護となった。
門脇（かどわき）
かえでのパン友グループメンバー。3人のリーダー的存在。パンへの情愛と同様のアニメオタクな趣味も備えている。
北島（きたじま）
かえでのパン友グループメンバー。おっとり系。パンの手作りが好きで天然酵母のパンが得意。
安藤はじめ（あんどう はじめ）
青柳の飲み友達であり幼馴染。秋田出身。東京では薬剤師として働いている。青柳と同じく城や刀に造詣が深い歴史オタクでもありたびたび縁の地に旅行している模様。
野間（のま）
太陽の同僚でもあり、青柳と安藤の高校時代の同級生であることも判明したメガネの男性。非常にドライな性格で食事すら栄養ゼリーが主だという、趣味のバイク以外に情熱を持たないタイプ。唯一の好物は梨。常に自分に構って来る太陽の事は煙たがっている。安藤曰く「昔はガリガリに痩せてていい女性と結婚したい為にガリ勉となった」ためについたあだ名が「ガリ野間」。デリカシーに欠ける言動も多々見られるが、きちんと感謝を示す一面も。
つっちー
滝のライブツアー仲間でコスプレ制作も共にする親友。滝と同じく趣味に没頭するため懐事情は厳しく、滝の手料理をしょっちゅう宛てにする間柄でもある。
美樹本大湖（みきもと だいご）
さつきの大学の同級生でありラクロス部の部員でもある。九州出身で博多弁を話す豪快な青年。ラーメンが大好物。大学卒業後は中学教師となり、時折ラーメンを食べに行く仲だったさつきと次第に恋仲となった。
高木梨花（たかぎ りか）
さつきのアルバイト先の塾の女子生徒。好きな男性アイドルと同じ大学に入りたい夢を持ちつつも、成績が振るわず落ち込んでいた所をさつきに背中を押される形で邁進するようになる。やがてさつきのような教師になりたいという新しい道を選ぶようになり教育学部に見事現役合格を果たした。
ソフィア
さつきのアメリカ留学中のルームメイトであったフィンランド人の女子学生。アメリカの食べ物にとり付かれて太ったさつきを見かねてランニングに付き合ったり低カロリーのシナモンロールを提供するなどの気遣いを見せた。故郷のハーブであるディルの味が忘れられずついには自分で育てるようになった。
森ヶ崎志保（もりがさき しほ）
森ヶ崎部長の娘。イマドキな女子高生だが父娘仲は非常に良好。父親の遺伝子をしっかり引き継いだ福耳が特徴。
森ヶ崎（もりがさき）夫人
森ヶ崎部長の妻。現在の所顔は公開されていないが、フリルの部屋着を着こなす上品な貴婦人であることがうかがえる。咄嗟のアレンジ料理を実行するなど料理の腕前は確かなようである。

## 書誌情報
- こもとも子 『ごほうびごはん』 芳文社 〈芳文社コミックス〉、既刊18巻（2025年3月14日現在）
  1. 2015年2月16日発売[1][5]、ISBN 978-4-8322-3441-3
  2. 2015年7月16日発売[6][5]、ISBN 978-4-8322-3460-4
  3. 2015年12月16日発売[7][5]、ISBN 978-4-8322-3484-0
  4. 2016年5月16日発売[8][5]、ISBN 978-4-8322-3501-4
  5. 2016年10月15日発売[5]、ISBN 978-4-8322-3523-6
  6. 2017年3月16日発売[9][5]、ISBN 978-4-8322-3538-0
  7. 2017年9月15日発売[5]、ISBN 978-4-8322-3567-0
  8. 2018年3月16日発売[5]、ISBN 978-4-8322-3600-4
  9. 2018年9月14日発売[5]、ISBN 978-4-8322-3632-5
  10. 2019年3月14日発売[5]、ISBN 978-4-8322-3663-9
  11. 2019年9月13日発売[5]、ISBN 978-4-8322-3693-6
  12. 2020年7月16日発売[5]、ISBN 978-4-8322-3755-1
  13. 2021年1月15日発売[5]、ISBN 978-4-8322-3795-7
  14. 2021年10月14日発売[5]、ISBN 978-4-8322-3862-6
  15. 2022年5月16日発売[5]、ISBN 978-4-8322-3914-2
  16. 2023年3月16日発売[5]、ISBN 978-4-8322-3976-0
  17. 2024年3月14日発売[5]、ISBN 978-4-8322-0378-5
  18. 2025年3月14日発売[5]、ISBN 978-4-8322-0486-7

## テレビドラマ
2021年10月3日（2日深夜）より、BSテレビ東京とテレパックの共同制作により、「真夜中ドラマ」枠で放送された。主演は桜井日奈子。

### キャスト
池田咲子（いけだ さきこ）
演 - 桜井日奈子
本作の主人公。「すずめ文具堂」の新人OL。
磯貝誠（いそがい まこと）
演 - 古川雄輝
「すずめ文具堂」商品企画部のエース。名古屋グルメへの愛が異常に強い。
小湊かえで（こみなと かえで）
演 - 岡崎紗絵
「すずめ文具堂」の咲子の同期。「ごほうびごはん」を一緒に分かち合う仲。
青柳（あおやぎ）
演 - 未来
咲子たちの上司、お酒好き。
森ヶ崎（もりがさき）
演 - 吉田ウーロン太
咲子が勤める会社の部長。隠れ甘味フリーク。
本田（ほんだ）
演 - きづき
咲子たちの先輩、揚げ物愛が強い。
池田桃子（いけだ ももこ）
演 - 中尾萌那
咲子の妹。

### ゲスト
第1話
ハンバーガー店の店長
演 - 永嶋柊吾
第2話
焼き鳥屋の客
演 - 関修人、前園理
第3話
もんじゃ焼き店の女将
演 - 西村喜代子
第4話
台湾料理屋の店長
演 - 小磯聡一朗
女客人
演 - 大平有沙、山城屋理紗
第5話
バーテンダー
演 - 外波山文明
バーの客
演 - 瀬戸祐介、間瀬遥花
池田花江（いけだ はなえ）
演 - 吉本選江
咲子の祖母。
第6話
カフェ店の店員
演 - 佐藤未悠
拓也
演 - 野島透也
桃子の彼氏。
第7話
シュラスコ店のウェイター
演 - 竹内寿、俊藤光利
サンバダンサー
演 - 佐藤麻理子、小池裕美
第8話
定食屋の主人
演 - 原田隼人
第9話
洋食店のシェフ
演 - 永倉大輔
第11話
韓国料理店の店員
演 - 坂口風詩
最終話
焼肉店の店員
演 - 岡幸太

### スタッフ
- 原作 - こもとも子『ごほうびごはん』（芳文社「週刊漫画TIMES」連載中）
- 監督 - 金澤友也、苗代祐史、柿原利幸
- 脚本 - 鹿目けい子、ニシオカ・ト・ニール、いとう菜のは
- 音楽 - 石塚徹、田井千里、山根美和子
- 音楽プロデューサー - 田井モトヨシ
- オープニング主題歌 - B.O.L.T「More Fantastic」（EVIL LINE RECORDS）[11]
- エンディングテーマ - H△G「Allee」（ドリーミュージック）[11]
- フードコーディネーター - はらゆうこ
- 技術協力 - フォーチュン、サウンドライズ
- 美術協力 - BEENS
- ポスプロ - アムレック
- プロデューサー - 園部雄一郎（テレビ東京制作）、石井満梨奈（テレパック）
- コンテンツプロデューサー - 清水俊雄（BSテレ東）、藤井隆史（BSテレ東）、川島啓資（BSテレ東）
- 製作 - BSテレ東、テレパック、『ごほうびごはん』製作委員会2021

### 放送日程
| 話数   | 放送日   | ラテ欄 | 脚本                 | 監督     |
| ------ | -------- | ------ | -------------------- | -------- |
| 第1話  | 10月03日 | カレー | 鹿目けい子           | 金澤友也 |
| 第2話  | 10月10日 | 焼き鳥 | 鹿目けい子           | 金澤友也 |
| 第3話  | 10月17日 | 月島!  | ニシオカ・ト・ニール | 金澤友也 |
| 第4話  | 10月24日 | 絶品飯 | ニシオカ・ト・ニール | 金澤友也 |
| 第5話  | 10月31日 | 故郷…  | いとう菜のは         | 金澤友也 |
| 第6話  | 11月07日 | 炒飯   | いとう菜のは         | 金澤友也 |
| 第7話  | 11月14日 | お肉   | 鹿目けい子           | 苗代祐史 |
| 第8話  | 11月21日 | うな丼 | ニシオカ・ト・ニール | 柿原利幸 |
| 第9話  | 11月28日 | 洋食店 | いとう菜のは         | 柿原利幸 |
| 第10話 | 12月05日 | 松坂牛 | いとう菜のは         | 金澤友也 |
| 第11話 | 12月12日 | 激辛!? | ニシオカ・ト・ニール | 金澤友也 |
| 最終話 | 12月19日 | 焼き肉 | ニシオカ・ト・ニール | 金澤友也 |